# Hieracium amphilobum
Hieracium amphilobum es una especie de planta con flor del género Hieracium, de la familia Asteraceae, orden Asterales.

## Distribución
Hieracium amphilobum se distribuye por Noruega.

## Taxonomía
Fue descrita científicamente por Lindeb. ex Omang. Fue publicada en Nyt Mag. Naturvidensk. 48: 157 (1910).